# Comuna Lenauheim, Timiș
Lenauheim (germană Lenauheim, Schadat, Schaddat, Tschatad, maghiară Csatád, nume purtat până în 1926) este o comună în județul Timiș, Banat, România, formată din satele Bulgăruș, Grabaț și Lenauheim (reședința).
Se găsește la o distanță de 45 km de reședința de județ, Timișoara. Localitatea a fost înființată în anul 1767 prin colonizare cu populație germană (șvabi). A purtat denumirea oficială de Csatád până în 1926, an în care i-a fost schimbat numele în Lenauheim, în cinstea poetului Nikolaus Lenau, care s-a născut în această localitate.
Casa în care s-a născut Nikolaus Lenau adăpostește în prezent muzeul Lenau, care pe lângă documente privitoare la poet deține și o colecție etnografică, constând din păpuși îmbrăcate în costume populare specifice șvabilor bănățeni.

## Politică și administrație
Comuna Lenauheim este administrată de un primar și un consiliu local compus din 15 consilieri. Primarul, Ilie Suciu[*], de la Partidul Național Liberal, este în funcție din 2008. Începând cu alegerile locale din 2024, consiliul local are următoarea componență pe partide politice:
|  | Partid                          | Consilieri | Componența Consiliului | Componența Consiliului | Componența Consiliului | Componența Consiliului | Componența Consiliului | Componența Consiliului | Componența Consiliului |
|  | ------------------------------- | ---------- | ---------------------- | ---------------------- | ---------------------- | ---------------------- | ---------------------- | ---------------------- | ---------------------- |
|  | Partidul Național Liberal       | 7          |                        |                        |                        |                        |                        |                        |                        |
|  | Alianța Dreapta Unită           | 4          |                        |                        |                        |                        |                        |                        |                        |
|  | Partidul Social Democrat        | 2          |                        |                        |                        |                        |                        |                        |                        |
|  | Alianța pentru Unirea Românilor | 2          |                        |                        |                        |                        |                        |                        |                        |

Între 2004-2008 primar al comunei a fost Ioan Alinel Narița (PSD) și viceprimar Gheorghe Vasile (PSD). Consiliul local a fost constituit din 15 consilieri, împărțiți astfel:
|  | Partid                                     | Consilieri | Componența | Componența | Componența | Componența | Componența | Componența |
|  | ------------------------------------------ | ---------- | ---------- | ---------- | ---------- | ---------- | ---------- | ---------- |
|  | Partidul Social Democrat                   | 6          |            |            |            |            |            |            |
|  | Alianța Dreptate și Adevăr (3 PD și 2 PNL) | 5          |            |            |            |            |            |            |
|  | Partidul România Mare                      | 2          |            |            |            |            |            |            |
|  | Partida Romilor din România                | 1          |            |            |            |            |            |            |
|  | Independenți                               | 1          |            |            |            |            |            |            |

La 3 noiembrie 2000, cu ocazia comemorării a 150 de ani de la moartea poetului Nikolaus Lenau organizate de Primaria Comunei Lenauheim, la invitatia primarului Alinel Narita au fost prezenți ambasadorul Austriei, Execelența Sa Karl Vetter von der Lillie, dl. Helmuth Kahr, primarul localității austriece Mureck, înfrățită cu Lenauheim, ing. Franz Wieser, oficialități județene. Cu acest prilej s-au finalizat unele investiții privind alimentarea cu apă a comunei în valoare de 110.000 DM (partea austriacă) și 300 de milioane lei, susținere din partea autorităților locale. Partea austriacă a asigurat branșarea a 140 de gospodării, a adus piesele necesare (țeavă, fitinguri, apometre etc.) și a suportat costurile.
Este înfrățită cu localitatea Mureck din Austria.

## Demografie
Componența etnică a comunei Lenauheim
     Români (77,15%)
     Romi (10,77%)
     Germani (1,33%)
     Alte etnii (0,82%)
     Necunoscută (9,93%)
Componența confesională a comunei Lenauheim
     Ortodocși (71%)
     Romano-catolici (11,14%)
     Penticostali (5,72%)
     Alte religii (1,76%)
     Necunoscută (10,38%)
Conform recensământului efectuat în 2021, populația comunei Lenauheim se ridică la 5.349 de locuitori, în creștere față de recensământul anterior din 2011, când fuseseră înregistrați 5.109 locuitori. Majoritatea locuitorilor sunt români (77,15%), cu minorități de romi (10,77%) și germani (1,33%), iar pentru 9,93% nu se cunoaște apartenența etnică. Din punct de vedere confesional, majoritatea locuitorilor sunt ortodocși (71%), cu minorități de romano-catolici (11,14%) și penticostali (5,72%), iar pentru 10,38% nu se cunoaște apartenența confesională.

## Personalități
- Nikolaus Lenau - poet
- Hans Wolfram Hockl - scriitor